# Platyzoma
Platyzoma es un género con 2 especies descritas y aceptadas de helechos perteneciente a la familia Pteridaceae. Se encuentra en China. 

## Taxonomía
Platyzoma fue descrito por Robert Brown y publicado en Prodromus Florae Novae Hollandiae 160. 1810. La validez de este género ha sido discutida; de hecho la única especie que originalmente sirvió para la descripción, Platyzoma microphyllum, fue raclasificada en el género Pteris y renombrada por Christenhusz y Schneider en 2011, como Pteris platyzomopsis. Las demás especies, incluidas en el género por Nicaise Augustin Desvaux en 1827, son consideradas por varios expertos como parte del género Gleichenia.

## Especies aceptadas
A continuación se brinda un listado de las especies del género Platyzoma aceptadas hasta agosto de 2014, ordenadas alfabéticamente. Para cada una se indica el nombre binomial seguido del autor, abreviado según las convenciones y usos.
- Platyzoma alpinum (R. Br.) Desv.
- Platyzoma dicarpum (R. Br.) Desv.
- Platyzoma rupestris (R. Br.) Desv.
- Platyzoma speluncae (R. Br.) Desv.

Algunos expertos consideran que P. speluncae no es una especie diferente sino una subespecie o un sinónimo de P. rupestris o G. rupestris.